# Sùng Khánh Hoàng thái hậu
Hiếu Thánh Hiến Hoàng hậu (chữ Hán: 孝聖憲皇后, tiếng Mãn: ᡥᡳᠶᠣᠣᡧᡠᠩᡤᠠ
ᡝᠨᡩᡠᡵᡳᠩᡤᡝ
ᡨᡝᠮᡤᡝᡨᡠᠯᡝᡥᡝ
ᡥᡡᠸᠠᠩᡥᡝᠣ; tiếng Mãn Châu: hiyoošungga enduringge temgetulehe hūwangheo; 1 tháng 1 năm 1693 - 2 tháng 3 năm 1777), thường gọi là Sùng Khánh Hoàng thái hậu (崇慶皇太后), phi tần của Thanh Thế Tông Ung Chính Hoàng đế, và là thân mẫu của Thanh Cao Tông Càn Long Hoàng đế.
Bà là Hoàng thái hậu trải qua thời gian tại vị rất lâu, cũng là người thọ nhất trong số các Hoàng thái hậu của nhà Thanh, với tuổi thọ lên đến 86 tuổi. Không chỉ so sánh phạm vi nhà Thanh, mà nếu so với Hiếu Nguyên Hoàng hậu Vương Chính Quân nhà Tây Hán cũng có phần hơn hẳn. Bà có địa vị tối cao, con cháu đầy đàn, Càn Long Đế thời kỳ này cũng là hưng thịnh tột bậc, mọi vinh hoa đều cung phụng Sùng Khánh Thái hậu. So ra, bà là Thái hậu hưởng hết vinh hoa phú quý, thực hiếm có.

## Thân thế

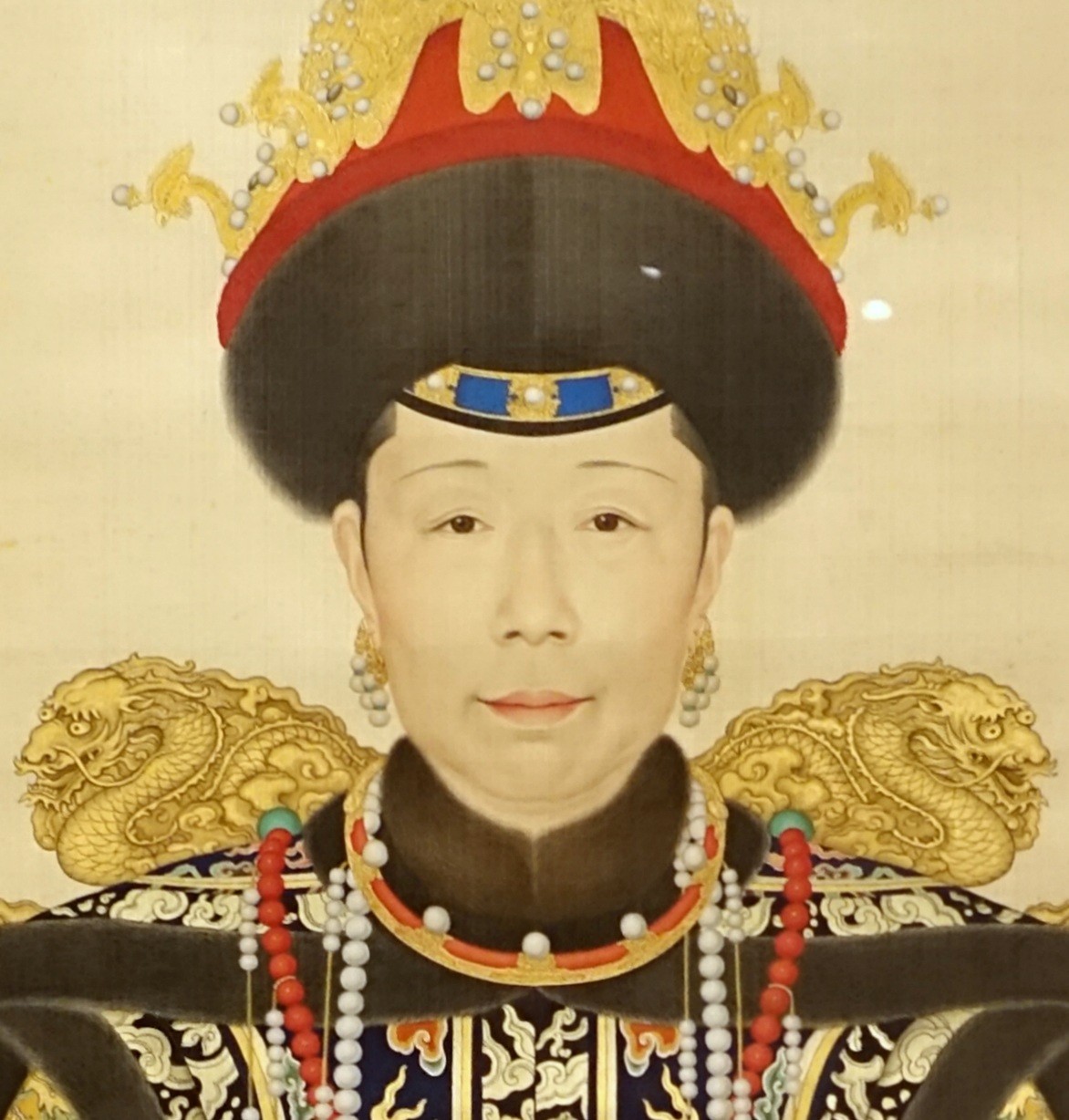
Hiếu Thánh Hiến Hoàng hậu Nữu Hỗ Lộc thị.

Sùng Khánh Hoàng thái hậu sinh ngày 25 tháng 11 (âm lịch) vào năm Khang Hi thứ 31 (1692), họ Nữu Hỗ Lộc thị, có gốc từ Núi Trường Bạch, ngọc phả ghi chép kỳ tịch là Mãn Châu Tương Hoàng kỳ. Gia tộc bà là một chi xa trong đại gia tộc Nữu Hỗ Lộc thị của Hoằng Nghị công Ngạch Diệc Đô, một khai quốc công thần thời nhà Thanh, cả Hiếu Chiêu Nhân Hoàng hậu cùng Ôn Hi Quý phi đều là cháu nội của Ngạch Diệc Đô. 
Tằng tổ phụ của bà là Tát Mục Cáp Đồ (萨穆哈图), đương thời là bá phụ của Hoằng Nghị công Ngạch Diệc Đô. Tát Mục Cáp Đồ sinh 2 con: Ngạch Diệc Đằng (额亦腾) và Ngô Nột Hách (吴讷赫). Ngạch Diệc Đằng sinh 3 con: Phật Tôn (佛荪), Ngô Lộc (吴禄) và Sát Mục Đạt (察穆达). Ngô Lộc sinh 2 con: Lăng Thái (凌泰) và Lăng Trụ (凌柱). Bà là con gái của Lăng Trụ, làm chức Điển nghi hàm Tứ phẩm. Mẹ bà là Bành thị, con gái Bảo Trì huyện học sinh Bành Vũ Công (彭武功). Ngoài ra, trong nhà bà còn có 4 người anh em khác: Y Thông A (伊通阿), Y Tùng A Hòa (伊松阿和), Y Tam Thái (伊三泰) và Y Thân Thái (伊绅泰).
Tuy thuộc gia tộc Nữu Hỗ Lộc thị nhưng chi của gia đình bà là một chi họ hàng xa, trước khi nhập kỳ đã phân ra với nhà Ngạch Diệc Đô, nhập kỳ theo cũng chỉ là do họ hàng nên bị phân ở [Mãn Châu Tương Bạch kỳ; 满洲镶白旗]. Vì là họ xa, nhánh họ của Sùng Khánh Hoàng thái hậu không thể hưởng vinh quang vốn có từ Hoằng Nghị công phủ, mà chỉ là một nhà bình thường trong kỳ do tổ tiên các đời đều chỉ là dân thường không làm quan. Trong gia tộc này, chỉ có cha bà Lăng Trụ xuất sĩ làm chức Điển nghi cho phủ Hoàng tứ tử. Chức Điển nghi này là dạng quan viên tầm trung, do xuất thân không cao quý nên Sùng Khánh Hoàng thái hậu Nữu Hỗ Lộc thị khi đó phải dùng thân phận Cách cách (cách gọi nhã xưng của tiểu thiếp) vào phủ hầu Bối lặc Dận Chân, có lẽ do cha bà là thuộc quan của Bối lặc nên tiến cử con gái vào hầu. Thời điểm xác định bà vào hầu là năm Khang Hi thứ 43 (1704), khi ấy bà chỉ mới 13 tuổi.
Năm Khang Hi thứ 50 (1711), ngày 13 tháng 8 (tức ngày 25 tháng 9 dương lịch), Nữu Hỗ Lộc thị sinh hạ con trai tên Hoằng Lịch - là con trai thứ năm (thứ tư trong thứ tự ở Tông phả) của Ung Thân vương Dận Chân. Năm Hoằng Lịch 10 tuổi, Nữu Hỗ Lộc thị lần đầu theo Ung Thân vương vào bái kiến Khang Hi Đế trong một buổi yến tiệc tại Mẫu Đơn đài ở Viên Minh Viên. Khang Hi Đế thấy Hoàng tôn Hoằng Lịch thông minh hơn người thì thập phần yêu thích, liền đón vào cung cho đọc sách, giao cho Khác Huệ Hoàng quý phi cùng Đôn Di Hoàng quý phi nuôi nấng. Nhờ đó, Cách cách Nữu Hỗ Lộc thị cũng được khen ngợi biết dạy con, được Ung Thân vương coi trọng.

## Đại Thanh tần phi

### Sách phong Hi phi
Năm Khang Hi thứ 61 (1722), ngày 13 tháng 11 (tức ngày 20 tháng 12 dương lịch), Khang Hi Đế băng hà. Sang ngày 20 tháng 11 (tức ngày 27 tháng 12 dương lịch), Ung Thân vương Dận Chân lên ngôi, tức [Ung Chính Đế]. 
Năm đầu Ung Chính (1723), ngày 14 tháng 2 (âm lịch), sau khi tuyên bố sách lập Hoàng hậu Na Lạp thị, Hoàng đế ra chỉ phong Trắc Phúc tấn Niên thị làm Quý phi, Trắc Phúc tấn Lý thị tấn phong làm Tề phi, Cách cách Nữu Hỗ Lộc thị làm Hi phi (熹妃). Ngày 21 tháng 12 (âm lịch) năm đó, mệnh Lễ bộ Tả Thị lang Đăng Đức (登德) làm Chính sứ, Nội các Học sĩ Tắc Lăng Ngạch (塞楞额) làm Phó sứ, hành lễ sách tấn phong Hi phi. 
Sách văn rằng:
| “                                          | 朕惟赞宫庭而衍庆。端赖柔嘉。班位号以分荣。丕昭淑惠。珩璜有则。纶綍用宣。咨尔格格钮祜鲁氏、毓质名门。扬休令问。温恭懋著。夙效顺而无违。礼教克＜女间＞。益勤修而罔怠。曾仰承皇太后慈谕、以册印封尔为熹妃。尔其祗膺巽命。迓景福以咸绥。翊辅坤仪。荷鸿庥于方永。钦哉 ... Trẫm duy tán cung đình nhi diễn khánh. Đoan lại nhu gia. Ban vị hào dĩ phân vinh. Phi chiêu thục huệ. Hành hoàng hữu tắc. Luân phất dụng tuyên. Tư nhĩ Cách cách Nữu Hỗ Lộc thị, dục chất danh môn. Dương hưu lệnh vấn. Ôn cung mậu trứ. Túc hiệu thuận nhi vô vi. Lễ giáo khắc ＜ nữ gian ＞. Ích cần tu nhi võng đãi. Tằng ngưỡng thừa Hoàng thái hậu từ dụ, dĩ sách ấn phong nhĩ vi Hi phi. Nhĩ kỳ chi ưng tốn mệnh. Nhạ cảnh phúc dĩ hàm tuy. Dực phụ khôn nghi. Hà hồng hưu vu phương vĩnh. Khâm tai. | ” |
| — Sách văn phong Nữu Hỗ Lộc thị làm Hi phi | |   |

Khi ấy, những thiếp thất ở tiềm để vốn là Trắc Phúc tấn mới được sách phong lên các bậc Phi, hoặc Quý phi; các Cách cách chỉ được sách phong cao nhất là lên bậc Tần. Tuy vậy, Ung Chính Đế vẫn đặc cách sách phong Nữu Hỗ Lộc thị ngôi vị [Hi phi], và ban Cảnh Nhân cung cho bà. Ngoài Hiếu Kính Hiến Hoàng hậu, thì trong hàng phi tần, phân vị bà chỉ đứng thứ hai sau Quý phi Niên thị, ngang hàng với Tề phi Lý thị - người sinh ra con trai trưởng thành lớn nhất của Ung Chính Đế là Hoằng Thời.

### Nghi vấn Hi Quý phi
Về chuyện bà có hay không được phong [Hi Quý phi; 熹貴妃], đến nay vẫn còn nghi vấn. Tuy Thanh sử cảo có ghi chép bà đã là "Hi Quý phi", song giấy tờ chỉ dụ Nội vụ phủ không ghi lại thông tin bà từng được phong Quý phi. 
Phi tần triều Ung Chính có địa vị cao quả thật không nhiều, đa phần là người cũ từ Vương phủ thăng lên, duy chỉ có Khiêm phi Lưu thị sinh Hoàng tử Hoằng Chiêm mà trong năm tấn phong, còn lại chỉ là Quý nhân, Thường tại; mà lễ sách phong Quý phi thuộc đại lễ, do thân phận Quý phi chỉ dưới Hoàng hậu, đáng lẽ không thể không lưu lại, thế nhưng trong Nội vụ phủ tuyệt không ghi lại chỉ dụ tấn phong Quý phi cho bà. Mà theo ấn lệ, tấn phong Quý phi sẽ chế tác kim sách, cũng sẽ có sách văn nội dung cùng sách phong lễ ghi lại, Lễ bộ, Nội vụ phủ hẳn là đều sẽ lưu lại sách dụ, nhưng đến trước mắt không phát hiện sách văn về việc "Hi phi Nữu Hỗ Lộc thị tấn phong Quý phi" cùng lễ sách phong được ghi lại. Cho nên bà có được phong "Hi Quý phi" hay không quả thật đáng hoài nghi. Có lẽ, bà tuy chỉ là Hi phi nhưng sớm có đãi ngộ Quý phi chăng.
Năm Ung Chính thứ 3 (1725), Đôn Túc Hoàng quý phi Niên thị hoăng thệ, đến năm thứ 9 (1731) thì Hiếu Kính Hiến Hoàng hậu Na Lạp thị cũng băng thệ. Lúc bấy giờ, bà là phi tần có địa vị cao nhất trong hậu cung. Xét thêm các tần phi khác, Tề phi Lý thị tuy phân vị ngang với Nữu Hỗ Lộc thị lúc đầu, nhưng do có con trai là Tam A ca Hoằng Thời hành vi lỗ mãng, không được lòng Hoàng đế, lại bị khai trừ khỏi Ngọc điệp. Dụ phi Cảnh thị mẹ của Hoằng Trú được phong Phi sau Nữu Hỗ Lộc thị, xét về thứ tự thì đứng sau, hơn nữa Hoằng Trú cũng không được nhắm làm Trữ quân, có thể coi là địa vị không bằng. 
Trong khi đó, Hi phi lại có con trai là Hoàng tứ tử Hoằng Lịch chỉ sau Hoằng Thời, sớm được Ung Chính Đế bí mật định làm Trữ quân. Sau khi Hiếu Kính Hiến Hoàng hậu qua đời, Hi phi có phân vị cao nhất, đồng thời lại là Đế mẫu tương lai, cho nên dù Hi phi chưa chính thức tấn phong Quý phi, nhưng có lẽ đã đạt được cấp bậc đãi ngộ của Quý phi. Dù sao cũng phải có nguyên nhân gì đó, Thanh sử cảo lại ghi bà thành Quý phi.

## Tên họ thật sự
Từ Thanh thực lục đời Ung Chính, do chính Đại học sĩ Trương Đình Ngọc biên soạn. Năm đầu Ung Chính, có chỉ dụ:
| “                | （雍正元年二月）甲子, 谕礼部: 奉皇太后懿旨: 侧妃年氏封为贵妃, 侧妃李氏封为齐妃, 格格钮祜禄氏封为熹妃, 格格宋氏封为懋嫔, 格格耿氏封为裕嫔。尔部察例具奏。 ... (Ung Chính nguyên niên, tháng 2), Giáp Tử, dụ Lễ bộ: Phụng Hoàng thái hậu ý chỉ: Trắc phi Niên thị phong làm Quý phi, Trắc phi Lý thị phong Tề phi, Cách cách Nữu Hỗ Lộc thị phong Hi phi, Cách cách Tống thị phong Mậu tần, Cách cách Cảnh thị phong Dụ tần. Sát lệ cựu tấu. | ” |
| — 《清世宗实录》 | |   |

Trung Quốc đệ nhất lịch sử hồ sơ quán, tại 《Ung Chính triều Hán văn chỉ dụ tổng hợp》, đã công bố chỉ dụ đương trong năm Ung Chính, có một chi tiết khác lạ:
| “                        | 雍正元年二月十四日諭命側福金年氏封為貴妃等情：奉上諭：“遵太后聖母諭旨，側福金年氏封為貴妃，側福金李氏封為齊妃，格格钱氏封為熹妃，格格宋氏封為裕嬪，格格耿氏封為懋嬪。”該部知道。 ... Ung Chính nguyên niên, ngày 14 tháng 2. Dụ Trắc phúc kim Niên thị tấn vi Quý phi. Dâng lên dụ:"Tuân Thái hậu thánh mẫu chỉ dụ, Trắc phúc kim Niên thị tấn Quý phi, Trắc phúc kim Lý thị phong Tề phi, Cách cách Tiền thị phong Hi phi, Cách cách Tống thị phong Dụ tần, Cách cách Cảnh thị phong Mậu tần. Nên bộ biết. | ” |
| — 《雍正朝汉文谕旨汇编》 | |   |

Tại đây trong 2 bộ hồ sơ, “Cách cách Tiền thị phong làm Hi phi”, “Cách cách Nữu Hỗ Lộc thị phong làm Hi phi”, nhưng nhìn ra 2 vị Cách cách này là do Hoàng thái hậu ý chỉ thụ phong làm [Hi phi]. Dựa theo Thanh cung quy chế mà nói, sắc phong Hoàng phi không thể có trùng phong hiệu, hơn nữa toàn bộ Thanh cung cũng không có khả năng có hai [Hi phi], cho nên sẽ xuất hiện giả thiết: 「Từ Tiền thị biến thành Nữu Hỗ Lộc thị」.
Nhìn qua khảo cứu 《Kết quả khảo chứng về mẹ đẻ của Càn Long - 关于乾隆生母最新考证的最终结果》, tập hồ sơ này có đưa ra một giải thích khá thú vị: “Đương lúc Ung Chính Đế bí mật lập Trữ, vì tăng địa vị của Hoàng thái tử mẫu thân ở xã hội Mãn tộc, có nhớ rằng Ba đồ lỗ Ngạch Diệc Đô từng trợ giúp Nỗ Nhĩ Cáp Xích khai quốc, liền đem Tiền thị bái ba đồ lỗ Ngạch Diệc Đô hậu nhân là Tứ phẩm điển nghi Lăng Trụ làm cha, sửa họ gọi 『Nữu Hỗ Lộc thị』”.
Chuyên gia nghiên cứu lăng tẩm đời Thanh và nghiên cứu hậu phi, giáo sư Từ Quảng Nguyên (徐广源) nhận định [Tiền thị] và [Tống, Cảnh đảo vị] đều là "lỡ bút", chính ở Thực lục đã sửa cho đúng. Giáo thụ Đỗ Gia Ký (杜家骥) cũng chỉ ra điểm sai lầm này. Cả hai vị học giả đều nhận định, người viết chỉ dụ thụ phong tần phi khi ấy là Bối tử Dận Đào đã dùng giản thể, ghi từ [Nữu Hỗ Lộc thị; 钮祜禄氏] thành [Nữu thị; 钮氏], chữ viết cũng qua loa, cứ thế các quan biên văn bản sách phong lại ghi thành [Tiền thị; 钱氏], đến khi khắc lên sách văn mới phát hiện. Cũng vì chuyện này mà Dận Đào bị giáng làm Trấn Quốc công.

## Hoàng thái hậu
Năm Ung Chính thứ 13 (1735), ngày 23 tháng 8 (âm lịch), Ung Chính Đế băng hà. Sang ngày 3 tháng 9 (âm lịch), Bảo Thân vương Hoằng Lịch kế vị, tức [Càn Long Đế].
Tân đế hiếu dưỡng mẫu thân, cùng ngày đăng cơ đã ra chỉ tôn bà với địa vị là Hoàng thái hậu, thường xưng ["Thánh mẫu Hoàng thái hậu"; 聖母皇太后]. Sang ngày 13 tháng 12 (âm lịch) cùng năm, suất Chư vương, Bối lặc, Văn võ đại thần, cẩn dâng tôn huy hiệu là Sùng Khánh Hoàng thái hậu (崇慶皇太后). 
Sách tôn viết rằng:
| “                                    | 慈恩垂裕。九重隆尊养之仪。鸿号扬庥。万国仰崇高之福。欢腾宫壸。庆溢寰灜。钦惟母后皇太后、德协坤元。功符地载。宽仁逮下。溥惠爱之宏慈。淑慎持躬。著温恭之令范。承皇考而赞襄内治。俭勤昭浣濯之风。鞠藐躬而备笃母仪。言动示诗书之教。属丕图之肇缵。忻福履之方长。仰荷恩勤。敬稽盛典。合四海以致养。期永奉夫崇徽。总百禄以承欢。冀溥沾夫庆泽。肃循经礼。虔展悃忱。谨告天、地、宗庙、社、稷。率诸王、贝勒、文武群臣。恭奉册宝。上徽号曰。崇庆皇太后。伏愿纯嘏茂膺。寿祺多益。彤廷宝册。鸿名并高厚以无疆。紫极春晖。爱日与升恒而俱永。臣诚欢诚忭、稽首顿首、谨言。 ... Từ ân thùy dụ. Cửu trọng long tôn dưỡng chi nghi. Hồng hào dương hưu. Vạn quốc ngưỡng sùng cao chi phúc. Hoan đằng cung khổn. Khánh dật hoàn 灜. Khâm duy Mẫu hậu Hoàng thái hậu, đức hiệp khôn nguyên. Công phù địa tái. Khoan nhân đãi hạ. Phổ huệ ái chi hoành từ. Thục thận trì cung. Trứ ôn cung chi lệnh phạm. Thừa Hoàng khảo nhi tán tương nội trị. Kiệm cần chiêu hoán trạc chi phong. Cúc miểu cung nhi bị đốc mẫu nghi. Ngôn động kỳ thi thư chi giáo. Chúc phi đồ chi triệu toản. Hân phúc lí chi phương trường. Ngưỡng hà ân cần. Kính kê thịnh điển. Hợp tứ hải dĩ trí dưỡng. Kỳ vĩnh phụng phu sùng huy. Tổng bách lộc dĩ thừa hoan. Ký phổ triêm phu khánh trạch. Túc tuần kinh lễ. Kiền triển khổn thầm. Cẩn cáo Thiên địa, Tông miếu, Xã tắc, suất chư Vương, Bối lặc, Văn võ quần thần, cung phụng sách bảo, Thượng huy hào, viết: Sùng Khánh Hoàng thái hậu. Phục nguyện thuần hỗ mậu ưng. Thọ kỳ đa ích. Đồng đình bảo sách. Hồng danh tịnh cao hậu dĩ vô cương. Tử cực xuân huy. Ái nhật dữ thăng hằng nhi câu vĩnh. Thần thành hoan thành biện, kê thủ đốn thủ. Cẩn ngôn. | ” |
| — Sách tôn Sùng Khánh Hoàng thái hậu | |   |

Lúc bấy giờ, Càn Long Đế ở Càn Thanh cung lo liệu tang nghi cho Đại hành Hoàng đế, nên Hoàng thái hậu có một thời gian tạm cư ở Vĩnh Thọ cung để tiện việc thỉnh an. Sau đó, bà chuyển qua sống ở Thọ Khang cung.  
Càn Long Đế cũng truy tôn ngoại tổ phụ Điển nghi quan Lăng Trụ làm [Nhất đẳng Thừa Ân công; 一等承恩公], thụy Lương Vinh (良荣); ngoại cao tổ phụ Ngạch Diệc Đằng (额亦腾) và ngoại tằng tổ phụ Ngô Lộc (吴禄) cũng đều truy tặng Thừa Ân công, các phu nhân nữ quyến đều tặng Cáo mệnh Nhất phẩm Phu nhân. Các anh em trai của bà cũng được trọng dụng, Y Thông A được nhậm Tán trật đại thần kiêm Tá lĩnh, Y Tùng A Hòa và Y Tam Thái đều nhậm Nhị đẳng Thị vệ, Y Thân Thái nhậm Linh Lam Thị vệ. Ngoài ra, theo Khâm định Bát Kỳ thông chí (钦定八旗通志), lúc này Càn Long Đế muốn khuếch trương mẫu gia, cho gia tộc của bà làm một hệ của Hoằng Nghị công phủ Nữu Hỗ Lộc thế gia, nhập Mãn Châu Tương Hoàng Kỳ.
Hoàng đế Càn Long rất hiếu thảo với mẹ mình và bà thường theo Càn Long du ngoạn khắp nơi, thường là đến Thẩm Dương và vùng đồng bằng sông Dương Tử. Hoàng đế thường hỏi ý kiến bà trong công việc. Huy hiệu của bà cũng được Càn Long Đế gia tôn để thể hiện sự vẻ vang, do thời gian lâu, trải qua rất nhiều dịp trọng đại. Như vào năm Càn Long thứ 2 (1737), tháng 11, nhân dịp vừa đăng cơ và lập Hậu, tấn tôn thêm hai chữ Từ Tuyên (慈宣). Năm Càn Long thứ 14 (1749), nhân sách lập Nhàn Quý phi Na Lạp thị làm Hoàng quý phi cùng bình định Kim-Xuyên, dâng thêm hai chữ Khang Huệ (康惠). Năm Càn Long thứ 15 (1750), sách lập Hoàng quý phi Na Lạp thị làm Hoàng hậu, dâng thêm hai chữ Đôn Hòa (敦和). Năm Càn Long thứ 16 (1751), vạn thọ thứ 60 của Hoàng thái hậu, Càn Long Đế dâng thêm hai chữ Dụ Thọ (裕壽). Năm Càn Long thứ 20 (1755), nhân dịp bình định Hãn quốc Chuẩn Cát Nhĩ, dâng thêm hai chữ Thuần Hi (純禧). Năm Càn Long thứ 26 (1761), vạn thọ thứ 70 của Hoàng thái hậu, dâng thêm hai chữ Cung Ý (恭懿). Năm Càn Long thứ 36 (1771), vạn thọ thứ 80 tuổi của Hoàng thái hậu, dâng thêm hai chữ An Kì (安祺). Năm Càn Long thứ 41 (1776), nhân bình định Kim-Xuyên, dâng hai chữ Ninh Dự (寧豫).
Vậy, huy hiệu đầy đủ: Sùng Khánh Từ Tuyên Khang Huệ Đôn Hòa Dụ Thọ Thuần Hi Cung Ý An Kì Ninh Dự Hoàng thái hậu (崇慶慈宣康惠敦和裕壽純禧恭懿安祺寧豫皇太后).

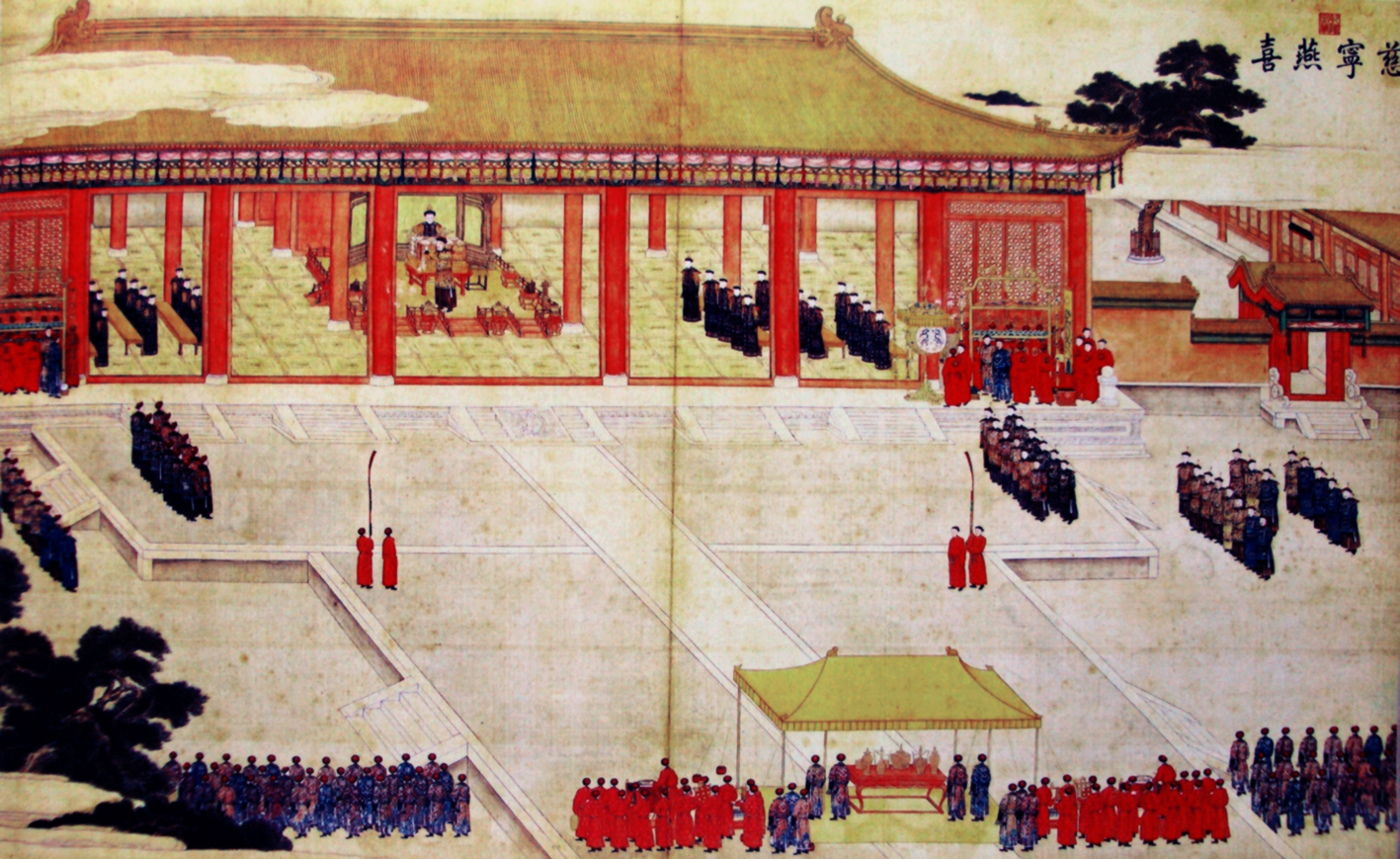
Hoàng đế Càn Long hầu Thái hậu trong yến tiệc.

Lễ mừng vạn thọ lục tuần (tức sinh nhật lần thứ 60) của Sùng Khánh Hoàng thái hậu vào năm Càn Long thứ 16 đã được tổ chức hết sức quy mô. Càn Long Đế ra chỉ trang trí những con đường từ Bắc Kinh đến Thanh Y viên hết sức lộng lẫy. Hoàng đế vì muốn Mẫu hậu được ngắm nhìn phong cảnh phương nam, nên đã xây dựng con đường này mang đậm phong cách Tô Châu.
Thái giám và các người hầu đóng giả người bán hàng và cả kẻ cắp vặt, để mô phỏng cuộc sống bình thường làm vừa lòng Thái hậu. Ông còn ra chỉ cho soạn nhiều văn thơ ca ngợi Thái hậu với vô vàn mỹ từ được đọc trước các bá quan văn võ. Khi Thanh Y viên được xây cất, người ta đã đào hồ nơi có một hồ nước rất nhỏ, thành hồ rộng lớn ngày nay, bắt chước Tây Hồ ở Hàng Châu, đặt tên hồ là Côn Minh. Người ta dùng đất đào hồ để đắp thành Vạn Thọ Sơn, một công trình vĩ đại.
Đại thọ lần thứ 80 của bà, Càn Long cho trùng tu Từ Ninh cung (慈寧宮), thỉnh Hoàng thái hậu và Hoàng khảo Dụ Quý thái phi nhập cư. Suốt triều Thanh, bà là một trong hai chủ nhân duy nhất của Từ Ninh cung, ngoài Hiếu Trang Văn Hoàng hậu. Ngoài ra đây chỉ là nơi tổ chức trọng đại điển lễ, như Hoàng thái hậu mừng thọ, Công chúa cưới hỏi.

## Qua đời
Năm Càn Long thứ 42 (1777), ngày 8 tháng 1, Càn Long Đế phụng Thái hậu đi Viên Minh Viên, Hoàng thái hậu dừng chân tại đó, cơ hồ đều ở Trường Xuân tiên quán (长春仙馆), vì nơi đây rất gần với nơi Hoàng đế xử lý chính sự là Chính Đại Quang Minh điện (正大光明殿), cũng như tẩm điện là Cửu Châu Thanh yến (九洲清宴).
Ngày 9 tháng 1, Càn Long Đế cùng với Hoàng thái hậu ở Cửu Châu Thanh Yến vừa dùng bữa vừa chiêm ngưỡng ngày hội đèn dầu, phi tần cùng Hoàng tử, các Hoàng tôn cũng đều hầu hạ ở bên. Càn Long Đế nhìn Hoàng thái hậu “Từ nhan khang dự, không giảm hàng năm”  thì thấy vô cùng vui vẻ. Năm đó, Hoàng thái hậu 86 tuổi, Càn Long Đế 67 tuổi. Hoàng đế nghĩ khi Hoàng thái hậu 90 tuổi đại thọ, bản thân cũng đến tuổi 71 rồi, khi đó nhất định phải vì Hoàng thái hậu mà tổ chức long trọng lễ mừng.
Ngày 14 tháng 1, Hoàng đế nghe thấy Hoàng thái hậu không khỏe, tức tốc đến Trường Xuân tiên quán hầu hạ, vào buổi tối còn bồi hầu Thái hậu cơm tối, không hề lơi là. Hoàng thái hậu ngay lúc đó bệnh tình cũng không nghiêm trọng, chỉ là ngẫu nhiên không khoẻ. Không quá mấy ngày, bệnh tình lặp lại, hơn nữa so kì trước còn tăng thêm. Hoàng thái hậu không nghĩ đem bệnh tình chuyển biến xấu cho Hoàng đế biết, chỉ làm cho nhi tử phiền lòng, ảnh hưởng lý chính, cho nên khi Hoàng đế vấn, cố ý đàm tiếu như thường. 
Đến ngày 22 tháng 1, bệnh tình của Thái hậu đã chuyển biến nghiêm trọng. Ngày này, Càn Long Đế vấn an mẫu thân hai lần. Đêm đó, Hoàng thái hậu đã tiến vào trạng thái hấp hối. Càn Long Đế chờ đợi ở bên. Rồi sang ngày 23 tháng 1 (tức ngày 2 tháng 3 dương lịch), Hoàng thái hậu qua đời ở Trường Xuân tiên quán tại Viên Minh viên, hưởng thọ 86 tuổi. Bà trở thành vị Hoàng thái hậu thọ nhất của nhà Thanh.
Tháng 3, Càn Long Đế đích thân cử hành đại lễ dâng thụy tại Thái Hòa môn, kính cẩn sách truy phong làm [Hoàng hậu] tôn thụy hiệu cho Đại Hành Hoàng thái hậu là Hiếu Thánh Từ Tuyên Khang Huệ Đôn Hòa Kính Thiên Quang Thánh Hiến Hoàng hậu (孝聖慈宣康惠敦和敬天光聖憲皇后).
Sách thụy rằng:
| “                                    | 崇仪告备。荐玉策以伸虔。懿行垂光。勒琅函而阐实。报劬劳之厚德。礼洽馨闻。严对越之鸿名。义隆睿作。钦惟皇妣大行皇太后。顺体天经。化彰人极。萱庭示范。仰宫中之有圣人。瑶甸归仁。临天下而为大母。自流徽于京室。荷笃庆于藐躬。亿兆腾欢。萃万方为尊养。曾元衍瑞。裕五世以融怡。缅义训之常昭。洵扬言之莫罄。贲凤纶而赐复。泽及葭蓬。扶翟辂以观民。呼兼嵩岱。益图旅贺。来庭之鹣鲽骈臻。偃伯承禧。绝徼之干戈并戢。是皆慈晖普照。覃岳澥而含和。用能纯履康绥。丽乾坤而集福。忆昨者金泥绚祝。十八字叠演箕畴。冀来兹宝琰镌华。亿万龄重增姬算。惟爱景情殷顾复。依旬之胪颂何穷。宜慈躬祉懋升恒。晋册之扬庥未艾。何升遐之忽觏。竟攀恸之难追。率土缠悲。终天衔恤。肇尊称于殷礼。念形容无得而名。稽上谥于周书。极拟议于斯为盛。有孝实原有德。本百行于地天。乃圣即协乃神。媲独隆于尧舜。一词莫赞。敢凭素悃以追攀。万世为公。并询佥言而咸翕。爰遵彝典。请命于天。谨奉册、宝、上尊谥曰。孝圣慈宣康惠敦和敬天光圣宪皇后。于戏。溯璇闱徽音大行。宜特隆冠古之声。颂清庙昌后燕天。庶稍展崇亲之悃。伏冀神灵式妥。陟降在兹。文琬贻型。抒慕诚之罔极。彤毫述德。荷申锡于无疆。宏启嘉符。茂昌景祚。谨言。 . Sùng nghi cáo bị. Tiến ngọc sách dĩ thân kiền. Ý hành thùy quang. Lặc lang hàm nhi xiển thật. Báo cù lao chi hậu đức. Lễ hiệp hinh văn. Nghiêm đối việt chi hồng danh. Nghĩa long duệ tác. Khâm duy Hoàng tỉ Đại Hành hoàng thái hậu. Thuận thể thiên kinh, hóa chương nhân cực. Huyên đình kỳ phạm, ngưỡng cung trung chi hữu thánh nhân. Dao điện quy nhân. Lâm thiên hạ nhi vi Đại mẫu. Tự lưu huy vu kinh thất. Hà đốc khánh vu miểu cung. Ức triệu đằng hoan. Tụy vạn phương vi tôn dưỡng. Tằng nguyên diễn thụy. Dụ ngũ thế dĩ dung di. Miến nghĩa huấn chi thường chiêu. Tuân dương ngôn chi mạc khánh. Bí phượng luân nhi tứ phục. Trạch cập gia bồng. Phù địch lộ dĩ quan dân. Hô kiêm tung đại. Ích đồ lữ hạ. Lai đình chi kiêm điệp biền trăn. Yển bá thừa hi. Tuyệt kiếu chi càn qua tịnh tập. Thị giai từ huy phổ chiếu. Đàm nhạc hải nhi hàm hòa. Dụng năng thuần lí khang tuy. Lệ càn khôn nhi tập phúc. Ức tạc giả kim nê huyến chúc. Thập bát tự điệp diễn ki trù. Ký lai tư bảo diễm tuyên hoa. Ức vạn linh trọng tăng cơ toán. Duy ái cảnh tình ân cố phục. Y tuần chi lư tụng hà cùng. Nghi từ cung chỉ mậu thăng hằng. Tấn sách chi dương hưu vị ngải. Hà thăng hà chi hốt cấu. Cánh phàn đỗng chi nan truy. Suất thổ triền bi. Chung thiên hàm tuất. Triệu tôn xưng vu ân lễ. Niệm hình dung vô đắc nhi danh. Kê thượng thụy vu chu thư. Cực nghĩ nghị vu tư vi thịnh. Hữu hiếu thật nguyên hữu đức. Bổn bách hành vu địa thiên. Nãi thánh tức hiệp nãi thần. Bễ độc long vu nghiêu thuấn. Nhất từ mạc tán. Cảm bằng tố khổn dĩ truy phàn. Vạn thế vi công. Tịnh tuân thiêm ngôn nhi hàm hấp. Viên tuân di điển. Thỉnh mệnh vu thiên. Cẩn phụng sách bảo, thượng tôn thụy viết: Hiếu Thánh Từ Tuyên Khang Huệ Đôn Hòa Kính Thiên Quang Thánh Hiến Hoàng hậu. Vu hí! Tố toàn vi huy âm đại hành. Nghi đặc long quan cổ chi thanh. Tụng thanh miếu xương hậu yến thiên. Thứ sảo triển sùng thân chi khổn. Phục ký thần linh thức thỏa. Trắc hàng tại tư. Văn uyển di hình. Trừ mộ thành chi võng cực. Đồng hào thuật đức. Hà thân tích vu vô cương. Hoành khải gia phù. Mậu xương cảnh tộ. Cẩn ngôn! | ” |
| — Hiếu Thánh Hiến Hoàng hậu sách văn | |   |

Càn Long Đế từ trước đó đã quyết định xây một ngôi mộ riêng cho mẫu thân, đó là Thái Đông lăng (泰東陵) thuộc Thanh Tây lăng, tỉnh Hà Bắc. Lăng mộ này quy mô hoành tráng, cách Thái lăng (泰陵) của Thế Tông Ung Chính Đế khoảng 1.5 cây số về phía Đông Bắc. Chỉ đợi khi Hoàng thái hậu quy thiên, sẽ đưa về đấy. Bên cạnh đó, ngày 26 tháng 2, Càn Long Đế vẫn muốn vì Thái hậu mà làm nên một bảo tháp bằng vàng, dùng để đựng những cọng tóc rụng trên lược chải của bà mỗi ngày.
Vào mỗi ngày đại lễ tang giá cử hành, Càn Long Đế đã gần 70 tuổi, nhưng vẫn rất mực cung kính sinh mẫu, đều đích thân đến tế tang, tế rượu, tế điện. Các quan viên đều sợ ảnh hưởng thân thể Hoàng đế, nên kiến nghị cử người đi thay, nhưng Càn Long Đế vẫn một mực từ chối. 
Ngày 18 tháng 4, Càn Long Đế bồi hầu kim quan của Hiếu Thánh Hiến Hoàng hậu đến Thái Đông lăng, sau đó vào Thái lăng tế bái Thanh Thế Tông. Ngày 1 tháng 5 (âm lịch), thần vị Hiếu Thánh Hiến Hoàng hậu nhập phụ Thái miếu, Phụng Tiên điện. Chiếu cáo thiên hạ. Tháng 10, bảo tháp vàng làm xong. Ngày 3 tháng 11, Càn Long Đế hạ lệnh đem tóc của Hiếu Thánh Hiến Hoàng hậu đặt vào bên trong, rồi đem tháp vàng đặt ở Đông Phật đường ở Thọ Khang cung, tiếp tục vì Hiếu Thánh Hiến Hoàng hậu ở thế giới bên kia mà cầu phúc.
Qua các đời sau, thụy hiệu đầy đủ của bà là: Hiếu Thánh Từ Tuyên Khang Huệ Đôn Hòa Thành Huy Nhân Mục Kính Thiên Quang Thánh Hiến Hoàng hậu (孝聖慈宣康惠敦和誠徽仁穆敬天光聖憲皇后).

## Văn hóa đại chúng
| Năm              | Phim ảnh truyền hình           | Diễn viên                                                             | Nhân vật                         |
| 1980             | Đại nội quần anh               | Trần Tư Dĩnh                                                          | Nữu Hỗ Lộc thị                   |
| 1987             | Mãn Thanh thập tam hoàng triều | Trần Thái Yến                                                         | Hi phi                           |
| 1999             | Lý Vệ từ quan                  | Tạ Phương                                                             | Hoàng thái hậu                   |
| 1999             | Kim Ngọc Mãn Đường             | Tuyết Ni                                                              | Hoàng thái hậu                   |
| 1999, 2003       | Hoàn Châu cách cách phần 2, 3  | Triệu Mẫn Phân                                                        | Hoàng thái hậu                   |
| 1999, 2001, 2004 | Bản lĩnh Kỷ Hiểu Lam           | Phần 1: Triệu Mẫn Phân; Phần 2: Nghiêm Mẫn Cầu; Phần 3: Vương Lệ Viên | Hoàng thái hậu                   |
| 2002             | Càn Long vương triều           | Lư Yến                                                                | Hoàng thái hậu                   |
| 2004             | Hoàng thái tử bí sử            | Thạch Tiểu Quần                                                       | Nữu Hỗ Lộc thị                   |
| 2004             | Càn Long và Hương phi          | Điềm Nữu                                                              | Hoàng thái hậu                   |
| 2011             | Tân Hoàn Châu cách cách        | Lưu Tuyết Hoa                                                         | Hoàng thái hậu                   |
| 2012             | Cung tỏa châu liêm             | Viên San San                                                          | Nữu Hỗ Lộc Liên Nhi              |
| 2012             | Chân Hoàn truyện               | Tôn Lệ                                                                | Chân Hoàn / Nữu Hỗ Lộc Chân Hoàn |
| 2018             | Như Ý truyện                   | Ô Quân Mai                                                            | Sùng Khánh Hoàng thái hậu        |
| 2018             | Diên Hi công lược              | Tống Xuân Lệ                                                          | Sùng Khánh Hoàng thái hậu        |
| 2018             | Thiên Mệnh                     | Lương Thuấn Yến                                                       | Sùng Khánh Hoàng thái hậu        |
| chưa rõ          | Thanh cung Hi phi truyện       | Chưa rõ diễn viên                                                     | Nữu Hỗ Lộc Lăng Nhược            |